# Пейдж Мадден
Пейдж Мадден (англ. Paige Madden; нар. 22 жовтня 1998) — американська плавчиня, срібна призерка Олімпійських ігор 2020 року.

## Кар'єра
У 2021 році, під час американського олімпійського відбору, спортсменка стала другою на дистанції 400 метрів вільним стилем та кваліфікувалася на Олімпійські ігри в Токіо.
25 липня відбувся дебют американки на Олімпійських іграх. Це був попередній заплив на дистанції 400 метрів вільним стилем. Пейдж показала сьомий час (4:03.98) та пройшла у фінал. Там вона показала гірший час (4:06.81) ніж у кваліфікації, але також посіла сьоме місце. 28 липня вона проплила у попередньму етапі естафети 4x200 метрів вільним стилем. Плавчиня виступала на другому етапі та допомогла команді кваліфікуватися у фінальний заплив із другим часом. У фіналі, що відбувався наступного дня Пейдж також виступала на другому етапі естафети. Її партнерками були Еллісон Шмітт, Кейті Маклафлін та Кейті Ледекі. Американкам вдалося встановити новий рекорд Америки (7:40.73), але вони поступилися збірній Китаю, яка перемогла з новим світовим рекордом (7:40.33).

## Виступи на Олімпійських іграх
| Олімпіада  | Дисципліна                           | Час     | Місце |
| ---------- | ------------------------------------ | ------- | ----- |
| Токіо 2020 | 400 метрів вільним стилем            | 4:06.81 | 7     |
| Токіо 2020 | естафета 4x200 метрів вільним стилем | 7:40.73 | 2     |